# Айткулова, Айнек
Айнек Айткулова (1919—2001) — советский работник лёгкой промышленности, швея, Киргизская ССР.

## Биография
Родилась в селе Сарго Пишпекского уезда.
Родители умерли рано, воспитывалась у родственников. Закончила пять классов школы.
В 1937 году из родного села приехала в столицу Киргизской ССР. Прочитав объявление в газете о наборе швей на Фрунзенскую фабрику имени ВЛКСМ, стала ученицей на этом предприятии. Вскоре Айнек приняли в комсомол. Вместе со сверстниками-комсомольцами она сдавала нормы на «ворошиловского стрелка» и ГТО, записалась в Осоавиахим.
Настойчиво осваивая профессию, за короткое время стала квалифицированной работницей, а в годы войны была выдвинута на должность мастера. Муж ушёл на фронт, а она работала вместе со всеми, по 10-12 часов просиживали за машинами. Айнек шила солдатские шинели и обмундирование, постоянно выполняла норму на 150—160 процентов. Также вместе со всеми работала на строительстве Большого Чуйского канала: рыли канал лопатами, таскали землю носилками. Член КПСС с 1945 года.
После войны Айнек Айткулова выросла на фабрике до начальника агрегата. В 1959 году вместе с коллективом швейного агрегата её перевели во вновь выстроенную швейную фабрику «40 лет Октября». С 1964 года коллектив вышел в авангард Всесоюзного социалистического соревнования, неоднократно был занесён на Всесоюзную Доску Почёта ВДНХ СССР. В 1976 году фабрика была удостоена высокого звания «Предприятия коммунистического труда».
Избиралась членом районного[где?], городского[где?], центрального комитетов партии, была депутатом Верховного Совета Киргизской ССР двух созывов.
С 1970 года — персональный пенсионер союзного значения. Проживала в городе Фрунзе.
Скончалась 27 февраля 2001 года.

## Награды
- Герой Социалистического Труда (1966).
- Награждена орденами Ленина, Октябрьской Революции, «Знак Почёта», медалью «За трудовую доблесть».